# Snake Mountain
Denna artikel handlar om berget i Masters of the Universe. För platsen i Vermont, USA, se Snake Mountain (Vermont).
Snake Mountain, Ormberget, är en plats i serierna He-Man, belägen på den fiktiva planeten Eternia. Den är Skeletors fästning, och har även fungerat som hem åt Snake Men. Dess utseende karaktäriseras av den liknar en orm, därav namnet.

## Introduktion
Snake Mountain introducerades inte förrän senare, innan beskrivs bara hur Skeletor brukade gömma sig i katakomberna under marken på Eternia, medan "seriebibeln" för 1983 års TV-serie talade om Point Dread, en utslocknad vulkan i mitten av havet Eternian Ocean.

## Bakgrund

### 1983 års tecknade TV-serie
För länge sedan kastades ett gammalt svärd av kvarts ner under Snake Mountain och glömdes bort. Enligt Sorceress of Castle Grayskull är det det näst mäktigaste vapnet på Eternia, bara He-Mans magiska svärd var starkare.
Under invasionen av Hordak och Evil Horde användes Snake Mountain som Hordaks bas. Då de besegrades av eternierna förrådde Skeletor, då en av Hordaks elever, Hordak och tvingade Hordak att lämna Eternia och överge Snake Mountain.

### 2002 års TV-serie
Snake Mountain skapades för länge sedan, under kriget mot Snake Men. Council of Elders använde sin styrka för att fästa ormguden Serpos på ett berg på Eternias mörka hemisfär, och förvandlade den till sten. Senare övertog Skeletor Snake Mountain.

## I olika media

### 1983 års tecknade TV-serie
Snake Mountain sågs här som ett berg i skepnad av en orm. Lava flyter mellan de två topparna, och dimma finns däremellan.

### The New Adventures of He-Man
Snake Mountain syns bara i första avsnittet, och påminner om beskrivningen i 1983 års tecknade TV-serie.

### 2002 års TV-serie
I 2002 års TV-serie var ormfiguren mer avskild från klippan, och ormfiguren visade sig sedan vara ormguden Serpos.

### 1987 års film
Snake Mountain syns inte, utan beskrivs bara av Gwildor två gånger.

### Leksak
1980-talets leksaksversion påminner något om 1983 års tecknade TV-serie. Den är ett lila berg som påminde om ett ansikte, och en fallucka vid ingången. Leksaken innehöll även en ormliknande mikrofon. För 2002 års version släpptes aldrig Snake Mountain som leksak.

## Kulturella referenser
- Den svenska SID-metal-gruppen Machinae Supremacy referera till Snake Mountain i låten Return to Snake Mountain på albumet Deus Ex Machinae 2004.